# Muscolo scaleno posteriore
Il muscolo scaleno posteriore è un muscolo del collo, pari e simmetrico, del gruppo dei muscoli scaleni.

## Origine, decorso ed inserzione
Si tratta di uno dei tre muscoli scaleni, ed è quello situato in maggiore profondità. Ha origine dai tubercoli posteriori dei processi trasversi delle vertebre cervicali da C4 o C5 a C7, e si porta in basso e lateralmente per inserirsi sulla faccia superiore della seconda costa.

## Azione ed innervazione
Lo scaleno posteriore è innervato dai rami anteriori dei nervi cervicali da C3 a C8; se contratto, solleva la seconda costa e funge da muscolo inspiratorio oppure, prendendo punto fisso sulla costa, inclina e ruota la colonna dal proprio lato.